# Большой Куст
Большой Куст — упразднённый аул в Оконешниковском районе Омской области России. Входил в состав Чистовского сельсовета. Упразднен в 1971 г.

## География
Располагался на границе с Новосибирской областью, в 13,5 км (по прямой) к востоку от центра сельского поселения села Чистово.

## История
В 1928 году аул состоял из 40 хозяйств, в нём размещался маслозавод. В административном отношении входил в состав 1-го аульского сельсовета Татарского района Барабинского округа Сибирского края. В 1928 году организована сельскохозяйственная артель «Джамбул». В 1951 году вошел в состав колхоза «Кызыл-Ту». Решением исполкома райсовета от 6 июня 1953 года к Чистовскому сельскому Совету был присоединен Аульский сельский Совет Чистоозерного района, Новосибирской области с населёнными пунктами: Аульское, Большой Куст, Утичье. С 1963 г. 3-е отделение совхоза «Чистовский». В 1971 году аул Большой куст был ликвидирован.

## Население
По переписи 1926 г. в ауле проживало 174 человека (89 мужчин и 85 женщин), основное население — киргизы.